# 阿門多萊亞河
37°56′N 15°53′E / 37.933°N 15.883°E
阿門多萊亞河是意大利的河流，河道全長68.75公里，流域面積150平方公里，發源自阿斯普羅蒙特山，最終在孔多富里和博瓦馬里納之間注入愛奧尼亞海。